# Armogaras
Armogaras is in de Historie van Troyen van Jacob van Maerlant een bastaardzoon van koning Priamus van Troje en heeft dezelfde vader als Polixina (=Polyxena). Hij streed mee tegen de Grieken om Helena en werd in de strijd gedood.